# Oyraa
Oyraa（オイラ）は、日本の千代田区麹町に本社を置く株式会社Oyraaが提供するオンデマンド電話通訳サービスを主としたオンライン通訳・翻訳プラットフォームである。各業界の専門知識を有する通訳者を採用することでビジネスユースに特化しており、またオンラインで全世界のプロの通訳者達とのマッチングを行うことにより、24時間365日対応を実現しているグローバルプラットフォームである。

## 背景
CEOであるトルコ出身のOya Koc氏は自国の大学を卒業後、日本の東京大学大学院へ進学し、そこで流暢な日本語を身につける。大学院を卒業後、日本にある外資系コンサルティング会社へ新卒で入社し多忙な日々を送っている中で、日本に住む友人たちからの「日本語が話せないから通訳をしてくれないか」という依頼を多く受けるようになり、その多くが不動産や病院などの専門的な語彙や知識の必要なものであると気づいたという。また当時の仕事の多忙さから全ての依頼を引き受けることは難しいと判断し、業者に依頼しようとしたが、法人向けの通訳サービスは多く存在するのに個人向けのサービスはほぼ見つからなかった。
Oya氏は訪日ラボの取材で「法人向けのサービスを利用すると、どうしても費用が高くなってしまいますし、予約するのにも手間がかかります。『必要な時に、必要な分だけ通訳してくれるサービスがあったら、みんなの課題を解決できるのに……』と思い始めたのがこの分野に興味を持ち始めたのがきっかけです。」と語っている。

## サービス

### オンデマンド電話通訳
通訳が必要な言語、専門領域を選択して条件にマッチした通訳者をアプリケーション上に表示。事前予約不要で電話通訳、ビデオ通話通訳を開始。オンライングローバルプラットフォームであり、世界各国の翻訳者が本プラットフォームに通訳者として登録しているため利用時間帯に制限がないのが特徴。現在、英語、中国語、スペイン語、フランス語等の主要言語にほぼ対応している。

### 現場通訳
本プラットフォームの所有する通訳者プロフィールの中から顧客のニーズに最適な人物をマッチングさせ、紹介する現場通訳サービス。主にビジネス向けのサービスであるため、通訳者たちはそれぞれの専門領域を持っており、商談等の高い専門性を必要とされる場面で利用されることを意図している。

### チャット機能
通訳者のプロフィール画面から通訳者と直接やりとりするためのツール。通訳者と直接現場通訳の日時や値段の交渉などを行う際に使用される。 

### クイック翻訳
アプリ上のチャット機能の一部で、文章や写真を通訳者に送信することで簡単な翻訳が依頼できる。 

### 通訳者を介した三者通話
電話会議等を行う際に第三者として通訳者を通話に参加させることができる通話機能。最大250人を同通話に参加させることができる。 

## 関連記事
- 「言語の壁を無くしたい」個人と通訳者をつなげるオンデマンド遠隔通訳アプリ　「Oyraa（オイラ）」が生まれたワケ〜前編〜
- 言葉で困ったときにいつでも・どこでも使える「Oyraa（オイラ）」 | 外国人が訪れる施設での活用事例とは〜後編〜
- 通訳者探し通話するアプリ、京都で売り込み 2018.11.20 08:06産経WEST